# Sokoleńszczyzna (okręg wileński)
Sokoleńszczyzna (lit. Sakalinė) − wieś na Litwie, w rejonie solecznickim, 6 km na wschód od Solecznik, zamieszkana przez 91 ludzi. Przed II wojną światową w Polsce, w powiecie lidzkim województwa nowogródzkiego.
Znajduje się tuż przy granicy z Białorusią - domy na wschodnim krańcu wsi leżą kilkanaście metrów od granicy i zabudowań należącej do Białorusi wsi Kulkiszki. 